# Senior PGA Tour 1985
De Senior PGA Tour 1985 was het 6de seizoen van de Senior PGA Tour dat in 2003 vernoemd werd tot de Champions Tour. Het seizoen begon met de Sunrise Senior Classic, in februari, en eindigde met de Quadel Seniors Classic, in november. Er stonden vierentwintig toernooien op de agenda waaronder twee majors.

## Kalender
| Data  | Data  | Toernooi                                         | Stad                                 | Winnaar        | Score | Score | Info                   |
| ----- | ----- | ------------------------------------------------ | ------------------------------------ | -------------- | ----- | ----- | ---------------------- |
| 08-02 | 10-02 | Sunrise Senior Classic                           | Fort Pierce, Florida                 | Miller Barber  | 211   | –5    | Nieuw toernooi         |
| 14-03 | 17-03 | The Vintage Invitational                         | Indian Wells, Californië             | Peter Thomson  | 280   | –7    |                        |
| 22-03 | 24-03 | Senior PGA Tour Roundup                          | Sun City West, Arizona               | Don January    | 198   | –18   |                        |
| 29-03 | 31-03 | American Golf Carta Blanca Johnny Mathis Classic | Los Angeles, Californië              | Peter Thomson  | 205   | –11   | Nieuw toernooi         |
| 02-05 | 05-05 | MONY Senior Tournament of Champions              | Kaupulehu, Hawaï                     | Peter Thomson  | 284   | –4    |                        |
| 10-05 | 12-05 | Dominion Seniors                                 | San Antonio, Texas                   | Don January    | 206   | –10   | Nieuw toernooi         |
| 17-05 | 19-05 | United Hospitals Senior Golf Championship        | Malvern, Pennsylvania                | Don January    | 135   | –5    | Nieuw toernooi         |
| 31-05 | 02-06 | Denver Post Champions of Golf                    | Denver, Colorado                     | Lee Elder      | 213   | –3    |                        |
| 07-06 | 09-06 | The Champions Classic                            | Sparks, Nevada                       | Peter Thomson  | 210   | –6    |                        |
| 14-06 | 16-06 | Senior Players Reunion Pro-Am                    | Dallas, Texas                        | Peter Thomson  | 204   | –12   | Nieuw toernooi         |
| 20-06 | 23-06 | Senior Tournament Players Championship           | Beachwood, Ohio                      | Arnold Palmer  | 274   | –14   |                        |
| 27-06 | 30-06 | US Senior Open                                   | Stateline, Nevada                    | Miller Barber  | 285   | –3    |                        |
| 04-07 | 06-07 | The Greenbrier American Express Championship     | White Sulphur Springs, West Virginia | Don January    | 200   | –16   | Nieuw toernooi         |
| 19-07 | 21-07 | Greater Syracuse Senior's Pro Classic            | Syracuse, New York                   | Peter Thomson  | 204   | –9    |                        |
| 26-07 | 28-07 | Merrill Lynch/Golf Digest Commemorative Pro-Am   | Newport, Rhode Island                | Lee Elder      | 133   | –11   |                        |
| 02-08 | 04-08 | Digital Seniors Classic                          | Concord, Massachusetts               | Lee Elder      | 208   | –8    |                        |
| 16-08 | 18-08 | du Maurier Champions                             | Canada                               | Peter Thomson  | 203   | –13   |                        |
| 30-08 | 01-09 | Citizens Union Senior Golf Classic               | Lexington, Kentucky                  | Lee Elder      | 135   | –7    |                        |
| 13-09 | 15-09 | United Virginia Bank Seniors                     | Manakin-Sabot, Virginia              | Peter Thomson  | 207   | –9    |                        |
| 19-09 | 22-09 | PaineWebber World Seniors Invitational           | Charlotte, North Carolina            | Miller Barber  | 277   | –11   |                        |
| 11-10 | 13-10 | Hilton Head Seniors International                | Hilton Head Island, South Carolina   | Mike Fetchick  | 210   | –6    | Eerste Senior PGA-zege |
| 18-10 | 20-10 | Barnett Suntree Senior Classic                   | Melbourne, Florida                   | Peter Thomson  | 207   | –9    |                        |
| 24-10 | 27-10 | Seiko-Tucson Senior Match Play Championship      | Tucson, Arizona                      | Harold Henning | 4&3   | 4&3   | Eerste Senior PGA-zege |
| 21-11 | 23-11 | Quadel Seniors Classic                           | Boca Raton, Florida                  | Gary Player R  | 205   | –11   |                        |

| Majors |  | po = winnaar na play-off |  | R = rookie of seizoensdebuut |